# Espiral de Teodoro

La espiral de Teodoro formada hasta el triángulo de hipotenusa √17

En geometría, la  espiral de Teodoro, también llamada caracola pitagórica, espiral pitagórica, espiral de Einstein o espiral de raíces cuadradas es una espiral compuesta de triángulos rectángulos contiguos (uno al lado de otro), atribuida a Teodoro de Cirene

## Construcción
La espiral se inicia con un triángulo rectángulo isósceles, con ambos catetos de longitud 1 unidad (1u). Por el teorema de Pitágoras, este primer triángulo tiene hipotenusa de longitud raíz cuadrada de 2. Luego, otro triángulo rectángulo se forma, siendo uno de sus catetos de longitud 1 unidad, y el otro cateto de longitud la hipotenusa del primer triángulo, en este caso la raíz cuadrada de 2. Nuevamente, por el teorema de Pitágoras, la longitud de la hipotenusa del segundo triángulo es la raíz cuadrada de 3. Este proceso se repite sucesivamente, de forma que el i-ésimo triángulo en la secuencia es un triángulo rectángulo con sus catetos de longitud {\displaystyle {\sqrt {i}}} y 1, e hipotenusa {\displaystyle {\sqrt {i+1}}}. En la imagen que encabeza el artículo, se ha representado el proceso hasta la raíz cuadrada de 17, valor hasta el que Teodoro extendió sus cálculos.

## Historia
A pesar de haberse perdido todas las obras de Teodoro, Platón en su diálogo Teeteto incluye referencias a él y a sus trabajos, en los que se supone que demostró la irracionalidad de las raíces desde la 3 hasta la 17 por medio de esta espiral. Platón no atribuye a Teodoro la irracionalidad de la raíz cuadrada de 2, al ser ya conocida por matemáticos anteriores a Teodoro.

## Propiedades

La espiral de Teodoro extendida a tres vueltas o brazos

Teodoro finalizó su espiral en el triángulo rectángulo de hipotenusa √17. Si la espiral continua con la construcción de infinitos triángulos, surgen muchas características y propiedades interesantes.

### Hipotenusas
Cada una de las hipotenusas de los triángulos hi (que se corresponden con los radios de la espiral) dan la raíz cuadrada para el número natural consecutivo, con h1 = √2, h2 = √3, h3 = √4=2 y así sucesivamente.

### Vértices y radios
En 1958, Erich Teuffel demostró que no hay dos hipotenusas de los triángulos con los que se construye la hélice, que coincidan sobre el mismo radio. Además, si los catetos que miden una unidad de longitud se prolongan mediante una línea recta, nunca pasarán a través de ningún otro de los vértices de la espiral.

### Crecimiento

#### Ángulos
Si φn es el ángulo del n-ésimo triángulo (o segmento de espiral), entonces:

{\displaystyle \tan \left(\varphi _{n}\right)={\frac {1}{\sqrt {n}}}.}

Por lo tanto, el crecimiento del ángulo φn del siguiente triángulo n es:

{\displaystyle \varphi _{n}=\arctan \left({\frac {1}{\sqrt {n}}}\right).}

La suma de los ángulos de los primeros k triángulos, se designa ángulo total φ(k) del k triángulo, y es igual a:

Un triángulo o sección de la espiral

{\displaystyle \varphi \left(k\right)=\sum _{n=1}^{k}\varphi _{n}=2{\sqrt {k}}+c_{2}(k)}

con

{\displaystyle \lim _{k\to \infty }c_{2}(k)=-2.157782996659\ldots .}

#### Radios
El crecimiento del radio de la espiral hasta un cierto triángulo n es

{\displaystyle \Delta r={\sqrt {n+1}}-{\sqrt {n}}.}

#### Desarrollo y Área
Dado que el incremento del radio en cada vuelta tiende a Π, a medida que se incrementa el número de vueltas, la longitud de la espira tiende a crecer en cada vuelta:

{\displaystyle \Delta l=2\Pi \Delta r=2\Pi ^{2}=19.7392088022...}

y el área de cada espira, tiende a incrementarse respecto a la anterior en:

{\displaystyle \Delta S=\Delta l\Delta r=2\Pi ^{2}\Pi =2\Pi ^{3}=62.0125533606...}

### Espiral de Arquímedes

La espiral de Teodoro frente a la espiral de Arquímedes

La espiral de Teodoro se aproxima a una espiral de Arquímedes con la expresión:
{\displaystyle \,r=1.078891298+(1/2)\theta }
La distancia entre dos brazos consecutivos de la espiral de Arquímedes es proporcional a pi. Cuando el número de giros de la espiral de Teodoro tiende a infinito, la distancia entre dos brazos de espiral consecutivos se aproxima rápidamente a π.
La siguiente tabla muestra la distancia media entre cada brazo de la espiral de Teodoro y el anterior, aproximándose a π:
| Revolución o brazo No.: | Promedio calculado de la distancia entre un brazo y el anterior | Exactitud en comparación a π |
| ----------------------- | --------------------------------------------------------------- | ---------------------------- |
| 2                       | 3.1592037                                                       | 99.44255%                    |
| 3                       | 3.1443455                                                       | 99.91245%                    |
| 4                       | 3.14428                                                         | 99.91453%                    |
| 5                       | 3.142395                                                        | 99.97447%                    |
| → ∞                     | → π                                                             | → 100%                       |

Como puede verse, después de la quinta vuelta de la espiral, la distancia tiene un exactitud aproximada de 99.97% con respecto al valor de π.

## Curva continua
La pregunta de cómo interpolar los puntos discretos de la espiral de Teodoro mediante una curva suave, se propuso y fue resuelta (Davis, 2001, pp. 37–38) por analogía con la fórmula de Euler para la función gamma como interpolante para la función factorial. Davis encontró la función
{\displaystyle T(x)=\prod _{k=1}^{\infty }{\frac {1+i/{\sqrt {k}}}{1+i/{\sqrt {x+k}}}}\qquad (-1<x<\infty )}
que fue estudiada más a fondo por su alumno Leader y por Iserles (en un apéndice a (Davis, 2001)). Una caracterización axiomática de esta función se da en (Gronau, 2004) como la única función que satisface la ecuación funcional
{\displaystyle f(x+1)=\left(1+{\frac {i}{\sqrt {x+1}}}\right)\cdot f(x),}
la condición inicial {\displaystyle f(0)=1,} y la condición monótona tanto del argumento como del módulo. También se estudian condiciones alternativas y debilitamientos. Una deducción alternativa se da en (Heuvers, Moak y Boursaw, 2000).
En (Waldvogel, 2009) se da una continuación analítica de la forma continua de Davis de la espiral de Teodoro que se extiende en dirección opuesta a la del origen.